# Ericerodes veleronis
Ericerodes veleronis is een krabbensoort uit de familie van de Inachidae. De wetenschappelijke naam van de soort is voor het eerst geldig gepubliceerd in 1948 door Garth.